# Назарова Тетяна Євгенівна
Назарова Тетяна Євгенівна (29 листопада 1960, Бердянськ, УРСР, СРСР) — українська акторка. Народна артистка України (1996). Народна артистка Росії (2003). Академік   Національної академії мистецтв України (2004).

## Життєпис
Народилася 29 листопада 1960 року у місті Бердянську Запорізької області.
Закінчила Київський державний інститут театрального мистецтва ім. І. Карпенка-Карого (1982, курс Ю. Мажуги), де викладає з 1991 року. Працює у Національному академічному драматичному театрі імені Лесі Українки. З 1991 року знімається у кіно.
Чоловік — політик часів Януковича, зрадник України  Дмитро Табачник.

## Робота в театрі
Київський державний російський драматичний ім. Лесі Українки (нині Національний академічний драматичний театр імені Лесі Українки)
Працює з 1982 року, зіграно 46 ролей.
Київська академічна майстерня театрального мистецтва «Сузір'я»

## Фільмографія
- На прив'язі біля злітної смуги (1988)
- «Записки юного лікаря» (1991)
- «Леся Українка» (1992)
- «Маруся Чурай» (1993)
- «Цей симпатичний біс» по М. Хвильовому (1994)
- «Шамара» (1994)
- «Кайдашева сім'я» (1996)
- «Роксолана» (1996-1997, 1—2 с, Валіде)
- «Святе сімейство» (1997)
- «День народження Буржуя» (1999)
- «Лялька» (2002)
- «Далеко від Бульвару Сансет» («Червоний Голлівуд») (2003)
- «Мухтар. Новий слід-3» (2006)
- «Доярка з Хацапетівки» (2007, Людмила Сергіївна Буличьова)
- «За все тобі дякую-3» (2009)
- «Доярка з Хацапетівки-2: Виклик долі» (2009)

## Почесні звання та нагороди
- «Заслужена артистка Української РСР» (1990)
- Народна артистка України (1996)[1]
- Народна артистка Росії (2003)[2]
- Орден «За заслуги» III ступеня (1999)[3]
- Орден «За заслуги» ІІ ступеня (2004)
- Орден «За заслуги» І ступеня (2011)[4]
- Орден Дружби (РФ) (2009), «За великий внесок у розвиток дружби і співпраці між Росією і Україною»[5]
- Лауреат Всеукраїнської премії «Жінка III тисячоліття» в номінації «Рейтинг» (2006).